# Arthur Sérès
Arthur Paul Hector Sérès (* 28. Dezember 1913 in Levallois-Perret; † 26. Dezember 1998 in Le Creusot) war ein französischer Radrennfahrer.

## Sportliche Laufbahn
Sérès, der aus einer Familie von Radrennfahrern stammte, war im Bahnradsport und im Straßenradsport aktiv. Mit 16 Jahren begann er unter der Anleitung seines Vaters mit dem Radsport und gewann als Schüler die Sprintmeisterschaft in der Anfängerklasse.
Von 1942 bis 1950 war er Berufsfahrer, wobei der Zweite Weltkrieg seine Karriere unterbrochen hatte. 1948 wurde er Sieger im Sechstagerennen von Paris mit Guy Lapébie als Partner. 1946 war er in diesem Rennen ebenfalls mit Lapébie Zweiter geworden. 1947 und 1948 gewann er den Prix Wambst, ein Rennen im  Zweier-Mannschaftsfahren. Er gewann eine Reihe von Bahnwettbewerben im Vélodrome d’Hiver, der Pariser Winterbahn. Dazu kamen mehrere Podiumsplätze bei verschiedenen Sechstagerennen.
Auf der Straße wurde er 1945 Dritter bei Bordeaux–Angoulême.

## Familiäres
Sein Bruder Georges Sérès und sein Vater Georges Sérès   waren ebenfalls Radrennfahrer.